# Cordovilla la Real
Pour les articles homonymes, voir Cordovilla.
Cordovilla la Real est une commune espagnole de la province de Palencia, dans la communauté autonome de Castille-et-León.